# Chapins apalis
Chapins apalis (Apalis chapini) is een zangvogel uit de familie Cisticolidae. Deze vogel is genoemd naar de Amerikaanse ornitholoog James Chapin.

## Verspreiding en leefgebied
Deze soort komt voor in oostelijk-centraal Afrika en telt twee ondersoorten:
- A. c. chapini: centraal Tanzania.
- A. c. strausae: noordoostelijk Zambia, zuidelijk Tanzania en Malawi.

## Status
De grootte van de populatie is niet gekwantificeerd maar de soort wordt omschreven als plaatselijk algemeen. Op de Rode lijst van de IUCN heeft deze soort de status niet bedreigd.